# Katja Kiuru
Katja Kaarina Kiuru-Miller (née le 21 août 1965 à Helsinki) est une actrice finlandaise. 

## Filmographie

### Films
| Année | Film                     | Rôle                  |
| ----- | ------------------------ | --------------------- |
| 1984  | Palava enkeli            |                       |
| 1986  | Huomenna                 | Irene                 |
| 1988  | Petos                    | Emmi Emilia Mattila   |
| 1989  | Insiders                 | Ringa Bergholm        |
| 1992  | Mestari                  | reportteri Leena Mela |
| 1993  | Routasydän               | Inari Vanhanen        |
| 2004  | Joensuun Elli            | Vuokko Jousimäki      |
| 2009  | United We Stand          |                       |
| 2011  | Vares – Sukkanauhakäärme | Inga                  |

### Séries télévisées
| Vuosi     | Sarja                         | Rooli                          |
| --------- | ----------------------------- | ------------------------------ |
| 1977      | Teollisuustyöntekijä Virtanen | Ulla Mehto                     |
| 1978      | Oman onnensa seppä            | la fille                       |
| 1978      | Vanhainkotirakkautta          | Kaisa Ruskola                  |
| 1987      | Tabu                          |                                |
| 1989      | Terveysasema                  |                                |
| 1990      | Lottovoittajien maa           | Aino                           |
| 1991      | Pakanamaan kartta             | Riston värvääjä                |
| 1991      | Isänmaan kaikuja              | Irene                          |
| 1990–1991 | Ruusun aika                   | Meri Brandt                    |
| 1995      | Kotikatu                      | professeur de gymnastique      |
| 1997      | Ihmeidentekijät               | Hannis Koivu                   |
| 1998      | Kotikatu                      | journaliste                    |
| 2000      | Kirjava silta                 | Rita Juntunen                  |
| 2001      | Kotikatu                      | femme dans la grotte de drogue |
| 2009      | Puolustuksen puheenvuoro      | Sonja Rissanen                 |
| 2010      | Helppo elämä                  | Anja Hakkarainen               |
| 2010      | Naisia kaupungilla            | Krista                         |
| 2016      | Sorjonen                      | travailleuse sociale           |
| 2019      | Syke                          | Jaana                          |